# Пономарёв, Степан Иванович
Степа́н Ива́нович Пономарёв (3 [15] августа 1828, Конотоп — 31 октября [13 ноября] 1913, Конотоп) — русский и украинский филолог, педагог, библиограф
, поэт.

## Биография
Его дед был родом из Тульской губернии; во второй половине XVIII века переехал на Украину и, женившись,  поселился в Конотопе. Здесь он начал торговать железом, за что был прозван Зализняком. У него было два сына — Иван (1787—1840) и Степан. Иван Пономарёв в течение 20 лет (1809—1830) находился на различных выборных должностях Конотопа: гласным (1809—1812), ратманом Конотопской главной ратуши (1812—1818), городским головой (1818—1830). От его второго брака, на Марии Порохоньской — из украинского шляхетского рода — родился сын Степан.
Начал учиться в Конотопской уездной школе, где вскоре на его способности обратило внимание школьное начальство и рекомендовало матери отдать сына в Нежинскую гимназию. Закончив в 1846 году с серебряной медалью гимназию, он поступил в Киевский университет, который блестяще окончил в 1852 году, с правом на получение степени кандидата после написания диссертации. В это время он начал писать стихи, которые (всего 180 произведений) были собраны в альбоме «Стихотворения С. И. Пономарева» (Полтава, 1859).
Стремясь работать в Москве или Санкт-Петербурге — поближе к большим библиотекам, он смог устроиться лишь внештатным смотрителем учеников в 4-й московской гимназии. Защитив диссертацию по истории русской журналистики получил научную степень. Но в 1855 году по личным обстоятельствам ему пришлось уехать из Москвы и в течение 13 лет он преподавал русскую словесность в Полтавской женской гимназии и Полтавском кадетском корпусе.
Совмещал педагогическую и научно-библиографическую деятельность. Уже его первая большая библиографическая работа, напечатанная в харьковском журнале «Духовный вестник» в 1862 году, привлекла внимание Российской Академии наук. Печататься он начал ещё студентом, с 1850 года; его публикации появлялись в журналах «Москвитянин» и «Киевские губернские ведомости», «Киевская старина», «Трудах Киевской духовной академии», газете «Киевлянин» и других изданиях.
Всю жизнь значительные свои средства он тратил на приобретение книг для своей библиотеки, которая в 1863 году составляла 3000 томов, а к 1868 году — уже 5000 томов. После тяжёлой болезни, приведшей к почти полной потери слуха, в конце января 1868 года он вышел в отставку и переехал в Киев. Здесь, в 1871—1872 годах он составил полную библиографию произведений М. А. Максимовича (СПб., 1872), с которым был близко знаком.
Весной 1872 года С. И. Пономарёв навсегда возвратился в Конотоп, где поселился в доме сестры. С мая 1873 года, целый год он жил в Иерусалиме; результатом его пребывания там стало капитальное библиографическое издание «Иерусалим и Палестина в русской литературе, науке, живописи и переводах», опубликованное 1877 году в «Записках императорской Академии наук» и «Сборнике Отделения русского языка и словесности императорской Академии наук». Впечатления от путешествия отражены также и в его стихах, напечатанных во многих духовных сборниках, а в 1879 году объединённых в сборнике «По Святой Земле», выдержавшим 4 издания.
В 1876—1877 годах Нежинский историко-филологический институт поручил Пономарёву разбор и составление каталога библиотеки профессора Московского университета академика С. П. Шевырёва. В 1878 году Пономарёв издал сборник стихов «Киев в русской поэзии». В следующем году под его редакцией вышло первое посмертное издание полного собрания сочинений Н. А. Некрасова (СПб., 1879). В 1880 году он составил сборник «Москва в родной поэзии» (СПб., издательство А. Суворина). В 1880—1881 годах С. И. Пономарёв участвовал в составлении каталога киевской Публичной библиотеки. По просьбе профессора И. И. Малишевского он составил проект инструкции для библиотекаря Киевской духовной академии.
Многолетние биографические поиски позволили ему подготовить и опубликовать много работ о выдающихся писателях и учёных, в частности, литературно-библиографические очерки, посвящённые Пушкину, Некрасову, Ломоносову, Крылову, Мицкевичу, Гоголю, Грибоедову, Писареву, Максимовичу, Карамзину, Лазаревскому. В журнале «Новое время», за подписью Тарасий Звонков он напечатал большое литературно-библиографическое исследование о «Кобзарь» Тараса Шевченко. Он также разыскал и опубликовал 8 писем Т. Шевченко («Киевская старина». — 1883. — № 2).
Большая заслуга его состоит и в том, что он после смерти В. А. Жуковского по его рукописи издал сочинение «странствующий жид» («Странствующий жид» Жуковского // Сборник Отделения русского языка и словесности (ОРЯС) Императорской Академии наук. — Т. 38. — № 2. — СПб., 1885.). По этому поводу Я. К. Грот заметил: «Кропотливым трудом самоотверженного труженика русской литературе сохранено ценное творение народного гения, которое, может, не скоро увидело бы свет…».
Один из исследователей жизни и деятельности С. И. Пономарёва писал: 

Основная черта библиографических работ Степана Ивановича — чрезвычайная точность и обстоятельность представленных в них сведений. Тонкая эрудиция, огромный опыт, богатейшие знания даже мельчайших литературно-исторических фактов — проходят красной нитью через всю его литературно-научное наследие. Врождённая исключительная память и внимательность его к книге — вполне заменяли ему столичные книгохранилища и позволяли, пользуясь только одной собственной библиотекой, сидя в глухой провинции, с успехом работать на ниве библиографии и делать то, что, может, для других было бы под силу только в крупных библиотечных центрах… Часто к нему, скромному провинциальному труженику, но с именем авторитетного эрудита-библиографа, обращались за всякой библиографической информацией из крупных библиотечных центров, где возможности были шире, чем в Конотопе.
Он автор или соавтор (вместе с Я. К. Гротом, M. М. Лисовским, В. И. Межовым и другими) библиографических указателей трудов украинских и российских ученых и писателей; составитель краеведческих указателей(сб. «Киев в русской поэзии». — М., 1878), а также биобиблиографического словаря украинских писателей-уроженцев Киевской, Полтавской, Черниговской, Подольской и Волынской губерний (Земляки. Достопамятные уроженцы Черниговской земли. — Чернигов, 1898). Автор работ: Восемь писем Шевченко к разным лицам («Киевская старина», 1883); исследований о Л. И. Боровиковском, о Н. В. Гоголе, словаря псевдонимов и др.
В течение 20 лет (1889—1910) С. И. Пономарёв писал в основном на религиозные темы, печатал стихи, для которых характерна глубина и лиричность.
В 1902 году совершенно неожиданно для Степана Ивановича Пономарёва было отмечено полвека его научной и литературной деятельности, которое, на самом деле, произошло ещё в 1900 году, но библиограф «скрыл» тогда дату не только от общественности, но и от близких знакомых. «Черниговские епархиальные вести» (1902, № 21) писали: «2 октября Русское образованное общество отпраздновало 50-летие учебно-литературной деятельности нашего земляка, в свое время выдающегося педагога, известного библиографа, почётного члена Императорского Православного палестинского общества».
Под конец жизни библиотека С. И. Пономарева насчитывала около 15 000 томов. В газете «Совет» (1912, № 105) сообщалось: 

Несколько лет назад известный библиограф и член многих научных обществ, в том числе Российской Академии Наук — С. И. Пономарёв подарил Конотопскому земству очень ценную как по содержанию, так и по размеру многотысячную библиотеку, чтобы земство, приобщив её к своей общественной библиотеке, повело дело дальше в таком направлении, чтобы подаренными им книгами мог пользоваться каждый, кто имел на то желание, а не какой-то ограниченный круг читателей.
Библиотека, тщательно собранная С. Пономарёвым в течение 70 лет, состоит из книг, газет и журналов, которые только выходили в течение XIX века и отчасти конца XIX: первые издания произведений Белинского, Пушкина, Гоголя, Котляревского, Квитки, Шевченко, М. Вовчок… Каждая мелкая статейка, небольшая заметка, которая не вошла по той или иной причине в полное собрание сочинений автора, но была напечатана в каком-нибудь журнала, есть в этой библиотеке. Все номера газет, выходивших в России в прошлом веке, переплетены <…>  В библиотеке есть много книг рукописных, которые теперь считаются библиографическими раритетами
К сожалению, дальнейшая судьба библиотеки была печальной. Ещё при жизни Пономарёва часть книг земство передало земской мужской гимназии, часть — женской, несколько — в тюрьму. Остальное было похищено и распродано. Среди многих раритетов погиб, вероятно, и экземпляр «Кобзаря» издания 1840 года с автографом поэта.
Был похоронен на кладбище приходской Успенской церкви Конотопа.